# Kollo (Niger)
Kollo (auch: Kolo) ist eine Stadtgemeinde und der Hauptort des gleichnamigen Departements Kollo in Niger.

## Geographie

### Lage und Gliederung

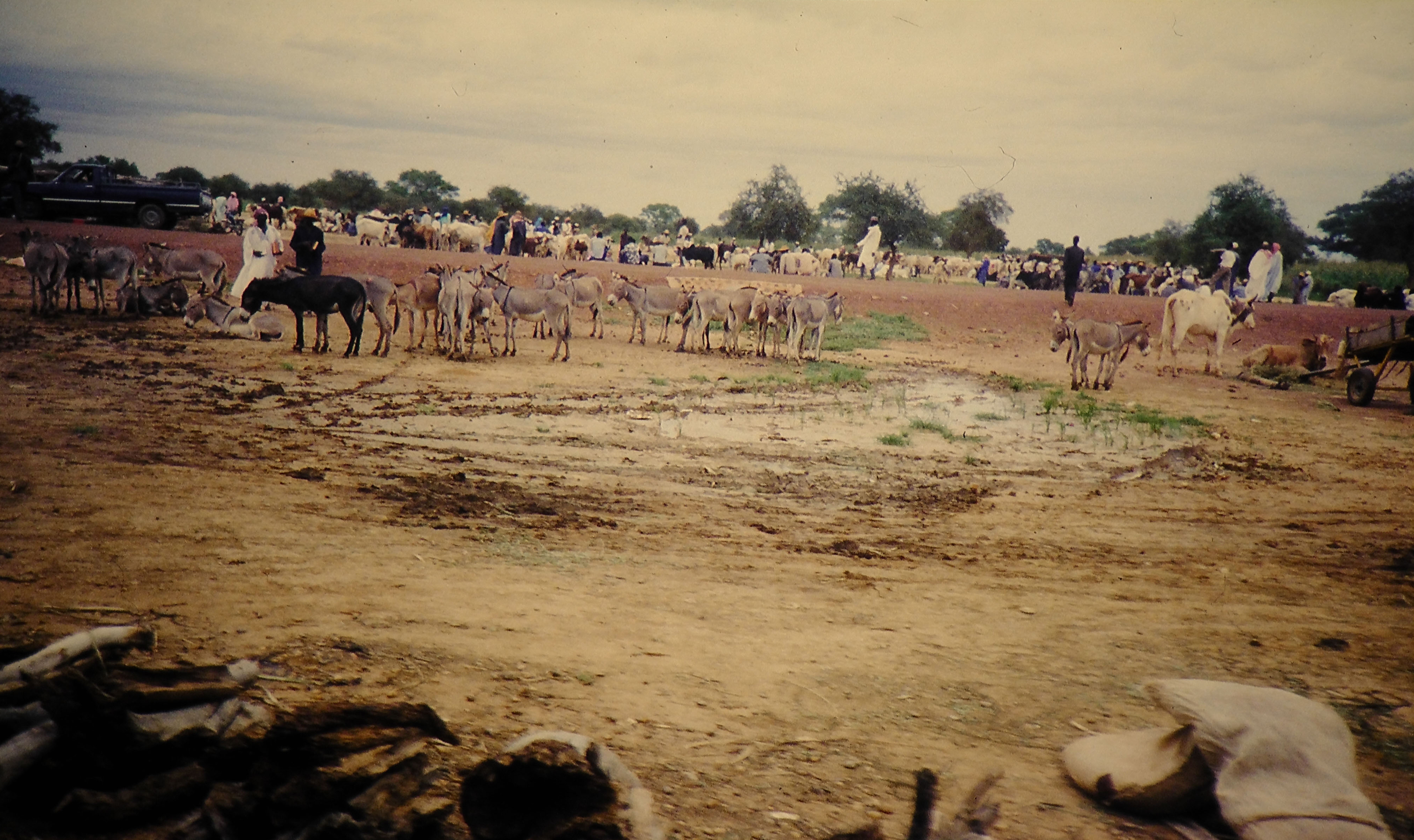
Viehmarkt im Dorf Sébéri im Gemeindegebiet von Kollo (1990)

Kollo liegt am Fluss Niger. Die Gemeinde wird zur Übergangszone zwischen Sahel und Sudan gerechnet. Die Nachbargemeinden sind N’Dounga im Nordwesten, Kouré im Osten und Youri im Südwesten.
Die Gemeinde Kollo besteht aus einem urbanen und einem ländlichen Gemeindegebiet. Das urbane Gemeindegebiet ist in neun Stadtviertel gegliedert. Diese heißen Aoula Koira, Camp de Garde, Kollo Carré, Kollo Fandou, Kollo Madina, Kollo Zarma, Prison, Sahara und Sirignère. Bei den Siedlungen im ländlichen Gemeindegebiet handelt es sich um 19 Dörfer, zehn Weiler und drei Lager.

### Klima
In Kollo herrscht trockenes Wüstenklima vor. Die klimatologische Messstation im Stadtzentrum liegt auf 210 m Höhe und wurde 1931 in Betrieb genommen.
|                        | Jan  | Feb  | Mär  | Apr  | Mai  | Jun  | Jul  | Aug  | Sep  | Okt  | Nov  | Dez  |   |      |
| Mittl. Temperatur (°C) | 23,5 | 26,4 | 30,0 | 33,4 | 34,2 | 32,3 | 29,5 | 27,6 | 29,0 | 30,6 | 27,7 | 24,4 | ⌀ | 29,1 |
| Mittl. Tagesmax. (°C)  | 31,8 | 35,0 | 38,7 | 40,9 | 40,5 | 38,0 | 34,4 | 31,8 | 34,1 | 37,1 | 36,1 | 32,7 | ⌀ | 35,9 |
| Mittl. Tagesmin. (°C)  | 16,1 | 18,4 | 21,3 | 25,4 | 28,0 | 27,1 | 25,2 | 23,9 | 24,5 | 24,0 | 19,4 | 16,8 | ⌀ | 22,5 |
|                        |      |      |      |      |      |      |      |      |      |      |      |      |   |      |
| Niederschlag (mm)      | 0    | 0    | 1    | 3    | 11   | 28   | 73   | 131  | 52   | 10   | 0    | 0    | Σ | 309  |
|                        |      |      |      |      |      |      |      |      |      |      |      |      |   |      |
| Sonnenstunden (h/d)    | 10,3 | 10,5 | 10,8 | 11,2 | 11,4 | 11,3 | 10,2 | 8,8  | 10,0 | 10,5 | 10,4 | 10,2 | ⌀ | 10,5 |
|                        |      |      |      |      |      |      |      |      |      |      |      |      |   |      |
| Regentage (d)          | 0    | 0    | 0    | 1    | 2    | 4    | 9    | 11   | 6    | 2    | 0    | 0    | Σ | 35   |
|                        |      |      |      |      |      |      |      |      |      |      |      |      |   |      |
| Luftfeuchtigkeit (%)   | 18   | 14   | 12   | 20   | 35   | 48   | 62   | 73   | 65   | 41   | 23   | 20   | ⌀ | 36   |

| 16,1 |

| 18,4 |

| 21,3 |

| 25,4 |

| 28,0 |

| 27,1 |

| 25,2 |

| 23,9 |

| 24,5 |

| 24,0 |

| 19,4 |

| 16,8 |

| 16,1 |

| 18,4 |

| 21,3 |

| 25,4 |

| 28,0 |

| 27,1 |

| 25,2 |

| 23,9 |

| 24,5 |

| 24,0 |

| 19,4 |

| 16,8 |

| N i e d e r s c h l a g | 0   | 0   | 1   | 3   | 11  | 28  | 73  | 131 | 52  | 10  | 0   | 0   |
|                         | Jan | Feb | Mär | Apr | Mai | Jun | Jul | Aug | Sep | Okt | Nov | Dez |

## Geschichte

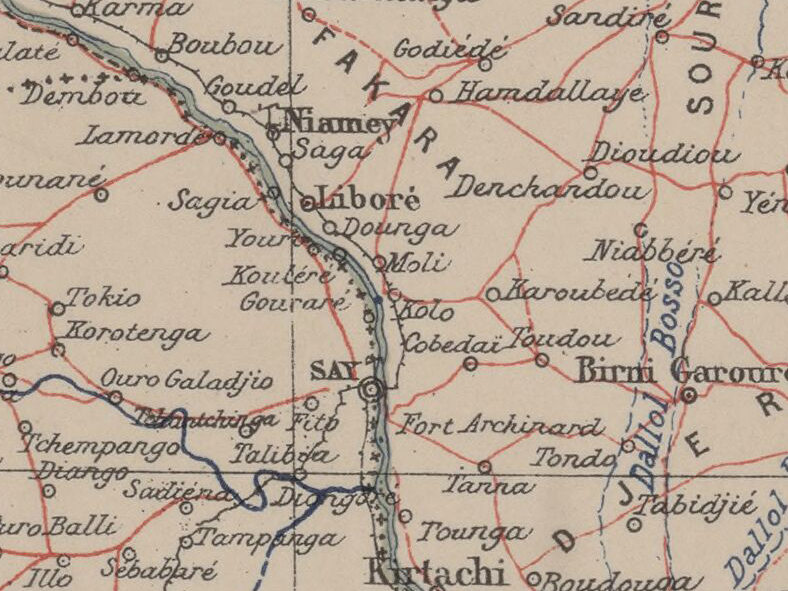
Ausschnitt einer Karte von 1903 mit Kollo (Kolo) im Zentrum

Kollo wurde in der zweiten Hälfte des 19. Jahrhunderts vom Zarma-Herrscher Issa Korombé aus Karma erobert, der im Bündnis mit Dargol stand. An der Wende vom 19. zum 20. Jahrhundert kam Kollo unter französische Herrschaft, unter der der Ort bis zur Unabhängigkeit Nigers 1960 verblieb. In den 1920er Jahren galt die durch Kollo führende und 1375 Kilometer lange Piste von Niamey nach N’Guigmi als einer der Hauptverkehrswege in der damaligen französischen Kolonie Niger. Sie war in der Trockenzeit bis Guidimouni und wieder ab Maïné-Soroa von Automobilen befahrbar.
Kollo wurde 1980 zur Hauptstadt des neugeschaffenen Arrondissements Kollo, des späteren Departements gleichen Namens. Im Jahr 2002 wurde Kollo von einer Gemeinde (französisch: commune) zu einer Stadtgemeinde (commune urbaine) erhoben. Das Gemeindegebiet wurde um Teile des Kantons Kouré vergrößert, die nicht der neu gegründeten Landgemeinde Kouré zugeschlagen wurden. Bei der Flutkatastrophe in West- und Zentralafrika 2010 wurden 2412 Einwohner von Kollo als Katastrophenopfer eingestuft. Besonders stark war das Dorf Winde Korkoy betroffen.

## Bevölkerung
Bei der Volkszählung 2012 hatte die Stadtgemeinde 32.829 Einwohner, die in 4253 Haushalten lebten. Bei der Volkszählung 2001 betrug die Einwohnerzahl 29.359 in 3801 Haushalten.
Im urbanen Gemeindegebiet ohne den ländlichen Siedlungen lebten bei der Volkszählung 2012 14.746 Einwohner in 1972 Haushalten, bei der Volkszählung 2001 10.533 in 1428 Haushalten und bei der Volkszählung 1988 5757 in 800 Haushalten.
In ethnischer Hinsicht ist die Gemeinde ein Siedlungsgebiet von Zarma und Fulbe.

## Politik und Justiz
Der Gemeinderat (conseil municipal) hat 12 gewählte Mitglieder. Mit den Kommunalwahlen 2020 sind die Sitze im Gemeinderat wie folgt verteilt: 5 AMEN-AMIN, 4 PNDS-Tarayya, 2 MODEN-FA Lumana Africa und 1 MNSD-Nassara.
Jeweils ein traditioneller Ortsvorsteher (chef traditionnel) steht an der Spitze von 18 Dörfern im ländlichen Gemeindegebiet.
Die Stadt ist der Sitz eines Tribunal d’Instance, eines der landesweit 30 Zivilgerichte, die unterhalb der zehn Zivilgerichte der ersten Instanz (Tribunal de Grande Instance) stehen. Das Zentrum für berufliche Wiedereingliederung Kollo ist mit einer Aufnahmekapazität von 1500 Insassen das größte Gefängnis des Landes.

## Wirtschaft und Infrastruktur

### Wirtschaft

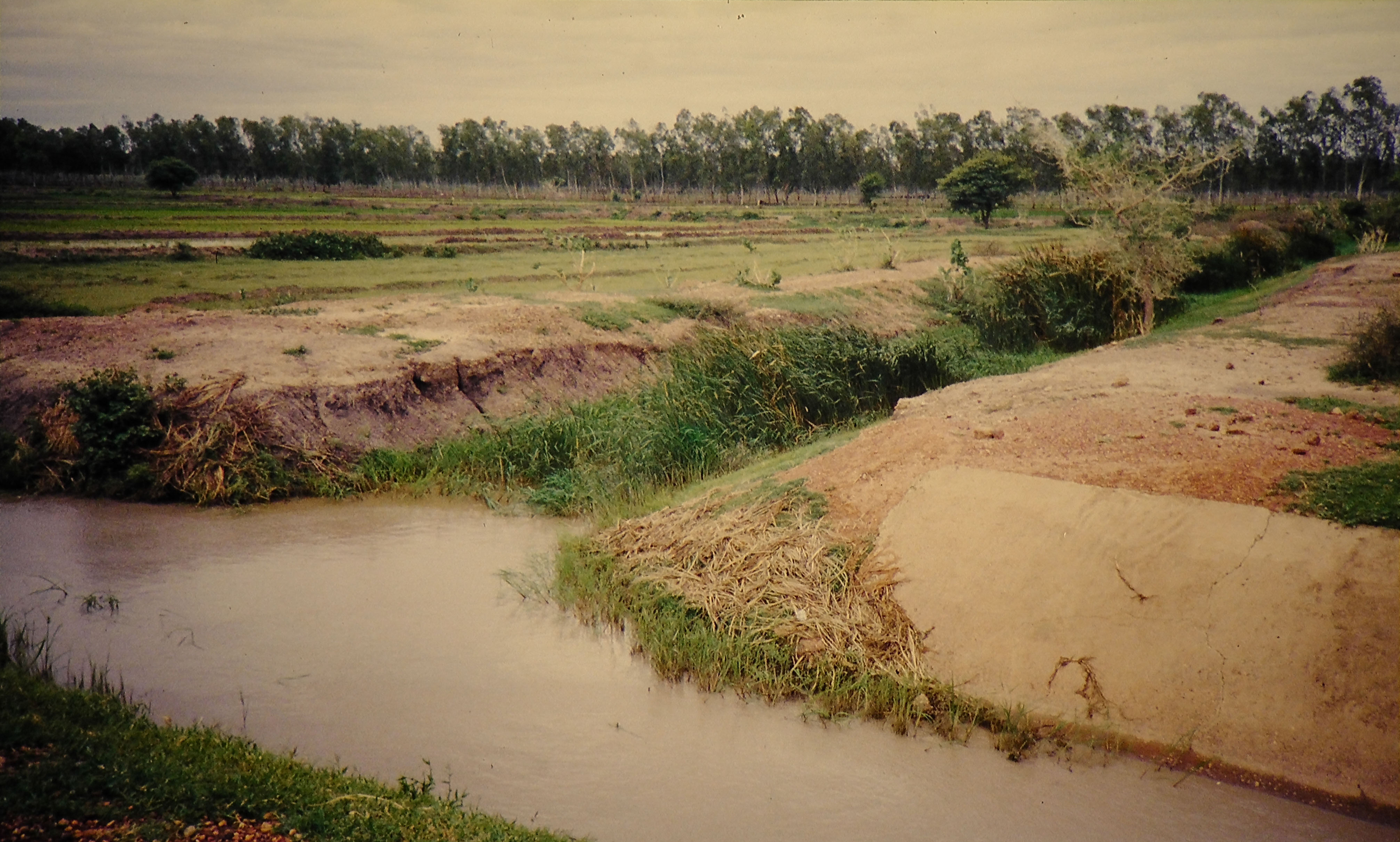
Kanal in einem Reisfeld beim Dorf Sébéri im Gemeindegebiet von Kollo (1990)

Die Stadt liegt in einer Zone, in der Regenfeldbau betrieben wird. In Kollo wird ein Viehmarkt abgehalten. Der Markttag ist Freitag. Das staatliche Versorgungszentrum für landwirtschaftliche Betriebsmittel und Materialien (CAIMA) unterhält eine Verkaufsstelle in der Stadt.

### Gesundheit und Bildung
Im Stadtzentrum sind ein Distriktkrankenhaus und ein über ein eigenes Labor und eine Entbindungsstation verfügendes Gesundheitszentrum des Typs Centre de Santé Intégré (CSI) vorhanden. Die deutsche Hilfsorganisation humedica betreibt seit 2009 ein Krankenhaus in Kollo.
Am traditionsreichen Institut Pratique de Développement Rural de Kollo (IPDR Kollo) werden verschiedene landwirtschaftliche Studiengänge angeboten. Das Institut wurde 1933 gegründet. In Kollo befindet sich außerdem eines der vier Regionalzentren des staatlichen agronomischen Forschungsinstituts Institut National de Recherches Agronomiques du Niger (INRAN). Allgemein bildende Schulen der Sekundarstufe sind der CEG FA Aoula Koira Kollo und der CES Kollo. Das auf einen Schwerpunkt auf die arabische zusätzlich zur französischen Sprache hinweisende Kürzel CEG FA steht dabei für Collège d’Enseignement Général Franco-Arabe und das Kürzel CES für Collège d’Enseignement Secondaire. Beim Collège d’Enseignement Technique de Kollo (CET Kollo) handelt es sich um eine technische Fachschule.

### Verkehr
Durch die Gemeinde, unter anderem durch das Stadtzentrum, verläuft die 101,2 Kilometer lange Nationalstraße 31 zwischen Niamey und Kirtachi. Von der Nationalstraße 31 zweigt die 95,1 Kilometer lange Landstraße RR6-001 ab, die zur Nationalstraße 25 führt.

## Partnerstadt
Seit 2010 besteht mit Enid in den Vereinigten Staaten eine Städtepartnerschaft.

## Persönlichkeiten
- Koulba Baba (1899–1975), Erzähler, geboren im Dorf Sébéri
- Omar Hamidou Tchiana (* 1970), Politiker